# Гусиный Брод
Гусиный Брод — село в Новосибирском районе Новосибирской области России. Входит в состав Раздольненского сельсовета.

## География
Площадь — 154 гектаров.
Село расположено на реке Издревая.

## История
Основано в 1866 году.
В 1926 году в деревне проживало 605 человек (мужчин — 291, женщин — 314), насчитывалось 123 хозяйства, основное население — зыряне. В административном отношении являлось центром Гусино-Бродского сельсовета Каменского района Новосибирского округа Сибирского края.

## Население
| 2002 | 2007 | 2010 |
| ---- | ---- | ---- |
| 595  | ↘580 | ↘571 |

## Инфраструктура
В селе по данным на 2007 год функционируют 1 учреждение здравоохранения и 1 учреждение образования.